# Yelyzaveta Yajno
Yelyzaveta Yajno –en ucraniano, Єлизавета Яхно– (4 de junio de 1998) es una deportista ucraniana que compite en natación sincronizada.
Participó en los Juegos Olímpicos de Tokio 2020, obteniendo una medalla de bronce en la prueba de equipo. En los Juegos Europeos de Bakú 2015 consiguió tres medallas de bronce.
Ganó ocho medallas en el Campeonato Mundial de Natación, en los años 2017 y 2019, y once medallas en el Campeonato Europeo de Natación, en los años 2018 y 2021.

## Palmarés internacional
| Juegos Olímpicos   | Juegos Olímpicos        | Juegos Olímpicos  | Juegos Olímpicos  |
| Año                | Lugar                   | Medalla           | Prueba            |
| ------------------ | ----------------------- | ----------------- | ----------------- |
| 2020               | Tokio (Japón)           | Medalla de bronce | Equipo            |
| Campeonato Mundial |                         |                   |                   |
| Año                | Lugar                   | Medalla           | Prueba            |
| 2017               | Budapest (Hungría)      | Medalla de plata  | Combinación libre |
| 2017               | Budapest (Hungría)      | Medalla de bronce | Dúo técnico       |
| 2017               | Budapest (Hungría)      | Medalla de bronce | Dúo libre         |
| 2017               | Budapest (Hungría)      | Medalla de bronce | Equipo libre      |
| 2019               | Gwangju (Corea del Sur) | Medalla de oro    | Rutina especial   |
| 2019               | Gwangju (Corea del Sur) | Medalla de bronce | Equipo técnico    |
| 2019               | Gwangju (Corea del Sur) | Medalla de bronce | Equipo libre      |
| 2019               | Gwangju (Corea del Sur) | Medalla de bronce | Combinación libre |
| Juegos Europeos    |                         |                   |                   |
| Año                | Lugar                   | Medalla           | Prueba            |
| 2015               | Bakú (Azerbaiyán)       | Medalla de bronce | Dúo               |
| 2015               | Bakú (Azerbaiyán)       | Medalla de bronce | Equipo            |
| 2015               | Bakú (Azerbaiyán)       | Medalla de bronce | Combinación libre |
| Campeonato Europeo |                         |                   |                   |
| Año                | Lugar                   | Medalla           | Prueba            |
| 2018               | Glasgow (Reino Unido)   | Medalla de oro    | Combinación libre |
| 2018               | Glasgow (Reino Unido)   | Medalla de plata  | Solo técnico      |
| 2018               | Glasgow (Reino Unido)   | Medalla de plata  | Dúo técnico       |
| 2018               | Glasgow (Reino Unido)   | Medalla de plata  | Dúo libre         |
| 2018               | Glasgow (Reino Unido)   | Medalla de plata  | Equipo técnico    |
| 2018               | Glasgow (Reino Unido)   | Medalla de plata  | Equipo libre      |
| 2018               | Glasgow (Reino Unido)   | Medalla de bronce | Solo libre        |
| 2021               | Budapest (Hungría)      | Medalla de oro    | Equipo libre      |
| 2021               | Budapest (Hungría)      | Medalla de oro    | Combinación libre |
| 2021               | Budapest (Hungría)      | Medalla de oro    | Rutina especial   |
| 2021               | Budapest (Hungría)      | Medalla de plata  | Equipo técnico    |